# Лобода, Всеволод Николаевич
Все́волод Никола́евич Лобода (1915, Киев, Российская империя — 18 октября 1944, около Добеле, Латвийская ССР, СССР) — русский и советский писатель и поэт.

## Биография
Родился в 1915 году в Киеве в семье преподавателя русского языка и литературы, мать была оперной певицей. В 1930 году окончил среднюю школу, переехал в Москву и поступил в школу ФЗУ Щелковского учебно-химического комбината.
В 1932—1934 годах работал в редакции газеты-многотиражки Мытищинского вагоностроительного завода «Кузница». С сентября 1934 года работал в журнале «Высшая техническая школа». В 1935 году поступил в Литературный институт имени А. М. Горького, по окончании сотрудничал с журналами «Литературная учёба» и «Костёр», печатал статьи и стихи.
С началом Великой Отечественной войны работал на радио, затем ушёл на фронт. Был пулемётчиком, артиллеристом, воевал под Ленинградом и Старой Руссой, под Великими Луками и в Прибалтике в 150-й стрелковой Идрицкой дивизии. Некоторое время работал в дивизионной газете «Воин Родины», не переставал писать стихи, которые печатались в дивизионной газете или хранились у друзей. Приказом № 16/н от 25.09.1944 награждён медалью «За боевые заслуги». Старший сержант.
Погиб 18 октября 1944 года в Латвии, неподалеку от города Добеле, при прорыве обороны на реке Айвиексте.

## Творчество
Литературные опыты начал в возрасте 10 лет, первые произведения опубликованы в начале 1930-х годов. В 1966 году вышел посмертный сборник стихов «От рядового с берега Ловати».